# Methona themisto
Espèce
Methona  themisto est une espèce d'insectes lépidoptères (papillons) de la famille des Nymphalidae, de la sous-famille des Danainae et du genre Methona.

## Dénomination
Methona  themisto a été décrit par l'entomologiste allemand Jacob Hübner en 1884.
Synonyme : Thyridia themisto ; Brown & Mielke, 1967.

### Noms vernaculaires
Methona  themisto se nomme Themisto Amberwing en anglais.

## Description
Methona themisto est un papillon aux ailes jaune pâle transparentes à veines noires, bordure et séparations noires. Les ailes antérieures à bord interne concave sont longues de plus du double des ailes postérieures qui sont très rondes.
Sur le revers la bordure de l'apex des ailes antérieures et des ailes postérieures est ornée d'une ligne de points bleutés.

## Écologie et distribution
Methona themisto est présent au Brésil.

### Protection
Pas de statut de protection particulier.